# Alden (Wisconsin)
Alden è un comune degli Stati Uniti, situato in Wisconsin e in particolare nella Contea di Polk.